# Amt Jarmen-Tutow
Im Amt Jarmen-Tutow mit Sitz in der Stadt Jarmen sind sieben Gemeinden zur Erledigung ihrer Verwaltungsgeschäfte zusammengeschlossen. Es liegt im Westen des Landkreises Vorpommern-Greifswald in Mecklenburg-Vorpommern (Deutschland).
Das Amt entstand am 1. Januar 2004 durch die Fusion der vormals amtsfreien Stadt Jarmen mit dem ehemaligen Amt Tutow. Zum neuen Amt Jarmen-Tutow gehörten anfangs neun Gemeinden. Am 13. Juni 2004 wurden die vormals selbständigen Gemeinde Schmarsow (nach Kruckow) und Plötz (nach Jarmen) eingemeindet.

## Die Gemeinden mit ihren Ortsteilen
- Alt Tellin mit Buchholz, Broock, Hohenbüssow und Siedenbüssow
- Bentzin mit Alt Plestlin, Leussin, Neu Plestlin, Zarrenthin und Zemmin
- Daberkow mit Hedwigshof und Wietzow
- Stadt Jarmen mit Groß Toitin, Klein Toitin, Kronsberg, Müssentin, Plötz, Neu Plötz und Wilhelminenthal
- Kruckow mit Borgwall, Heydenhof, Kartlow, Marienfelde, Schmarsow, Tutow-Dorf und Unnode
- Tutow
- Völschow mit Jagetzow und Kadow

## Dienstsiegel
Das Amt verfügt über kein amtlich genehmigtes Hoheitszeichen, weder Wappen noch Flagge. Als Dienstsiegel wird das kleine Landessiegel mit dem Wappenbild des Landesteils Vorpommern geführt. Es zeigt einen aufgerichteten Greifen mit aufgeworfenem Schweif und der Umschrift AMT JARMEN-TUTOW.

## Konfessionsstatistik
Der Teil jener Bevölkerung, der sich offiziell zum Christentum bekennt, ist klar in der Minderheit. Von den zum Stichtag der Erfassung lebenden 6949 Personen seien 1617 (23 %) evangelisch und 184 (3 %) katholisch. Mit 74 % (5148 Personen) ist die große Mehrheit konfessionslos.